# Bruno Weinschel
Bruno Oscar Weinschel (* 26. Mai 1919 in Stuttgart; † 6. Mai 2003) war ein Ingenieur und Unternehmer. Er gründete in den USA die Firma Weinschel Engineering und war Präsident des Institute of Electrical and Electronics Engineers (IEEE).

## Leben
Der geborene Schwabe wurde in München promoviert und wanderte als junger Doktor-Ingenieur in die Vereinigten Staaten aus. Dort gründete er im Jahr 1952 in Gaithersburg (Maryland) das Unternehmen Weinschel Engineering. Zweck war die Entwicklung und Herstellung von Präzisions-Dämpfungsgliedern für die Hochfrequenztechnik (HF‑Technik). Seine Firma wurde zu einer der ersten, die kommerziell erhältliche stufenweise schaltbare koaxiale Dämpfungsglieder anbot. Damit legte er den Grundstein für ein prosperierendes und inzwischen seit mehr als 70 Jahren bedeutendes Unternehmen auf dem HF- und Mikrowellenmarkt. Zur Produktpalette zählten bald unter anderem auch Festdämpfungsglieder, Abschlusswiderstände und Signalteiler für die HF‑Messtechnik. Seine Firma verkaufte er 1986 an Lucas Industries.
Bruno O. Weinschel war in den Jahren 1978 und 1979 der Vorsitzende (Chairman) des United States Activities Board des IEEE und im Jahr 1986 IEEE-Präsident. Im Jahr 1992 erhielt er den IEEE Richard M. Emberson Award, der für hervorragende Verdienste um die Entwicklung, Realisierung, Fortentwicklung und Durchsetzung der technischen Ziele des IEEE vergeben wird. In der Laudatio heißt es:

“For distinguished leadership in the Institute’s technical professional, educational, standards, and publishing activities.”

„Für herausragende Führung in den technischen, professionellen, pädagogischen, Standardisierungs- und Publikationsaktivitäten des Instituts.“

Im Jahr 1989 gründete er Weinschel Associates (WA), einen Distributor für passive Komponenten der HF- und Mikrowellentechnik. Bruno Weinschel hielt zwanzig Patente und war Autor oder Koautor von über fünfzig Fachartikeln. Er starb kurz vor Vollendung seines 84. Lebensjahrs.